# Mimon bennettii
Mimon bennettii је врста слепог миша из породице Phyllostomidae. 

## Распрострањење
Врста је присутна у Бразилу, Венецуели, Гвајани, Колумбији, Суринаму и Француској Гвајани.

## Станиште
Врста Mimon bennettii има станиште на копну.

## Угроженост
Ова врста није угрожена, и наведена је као последња брига јер има широко распрострањење.

### Популациони тренд
Популација ове врсте је стабилна, судећи по доступним подацима.